# Kiến vương một sừng
Kiến vương một sừng, hay bọ hung tê giác, tên khoa học Oryctes rhinoceros, là một loài kiến vương của họ Scarabaeidae. O. rhinoceros tấn công lá lược của dừa, các loài cọ của miền nhiệt đới châu Á và nhiều đảo Thái Bình Dương.